# Средиземноморье

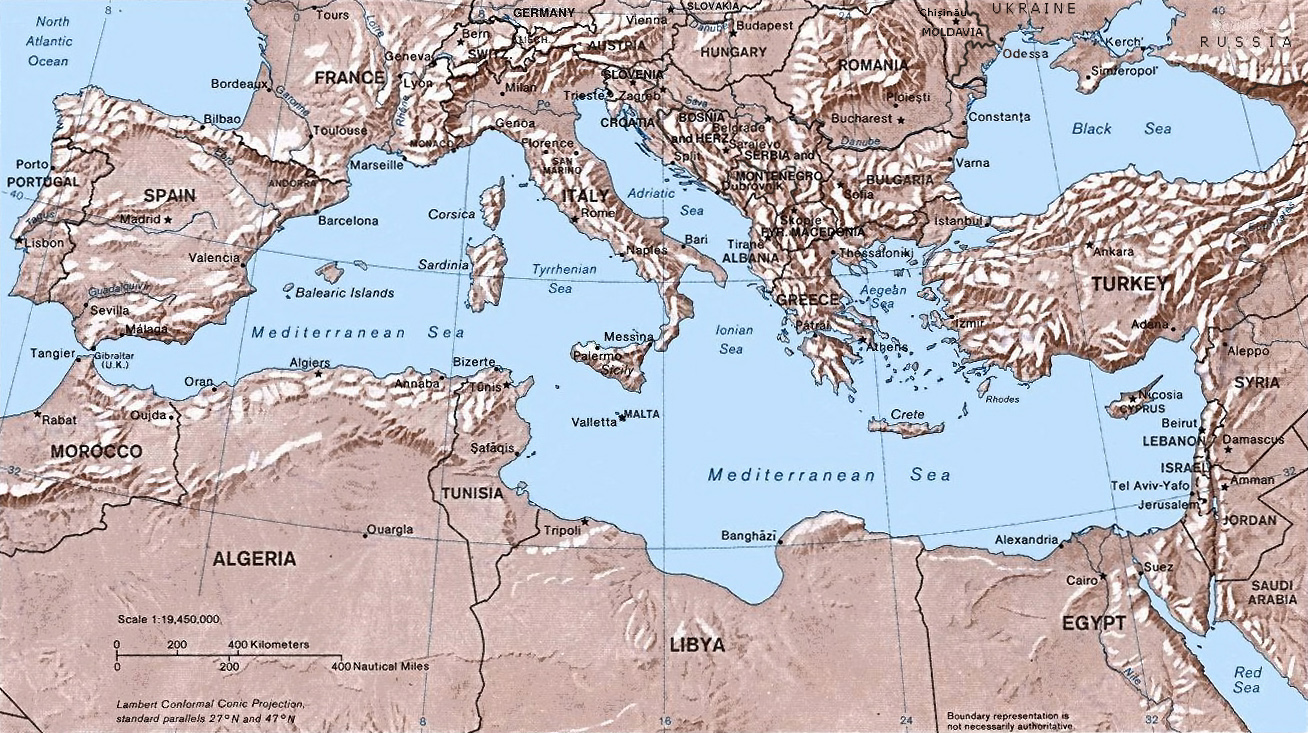

Средиземномо́рье — исторический регион в бассейне Средиземного моря.
По Средиземному морю осуществлялось тесное взаимодействие, войны, торговля и обмен культурными достижениями между возникшими на его берегах древнейшими цивилизациями (Древний Египет, Финикия, Эгейская культура, Древняя Греция и другими). После завоевания прибрежных территорий всего Средиземноморья Римской империей оно превратилось в наиболее развитый регион Древнего мира.

## География
Средиземноморье объединяет в себе края (страны) двух (трёх) континентов — Евразии (Европа и Азия) и Африки, а также многочисленные острова и архипелаги: Сицилия, Сардиния, Кипр, Крит, Балеарские острова и многие другие. Площадь средиземноморского региона составляет свыше 4 млн км², с Переднеазиатскими нагорьями — свыше 5 млн км².

### Флора
Средиземноморье находится в субтропическом поясе. Вечнозелёные жёстколистные ксерофитные леса и кустарники — типичная растительная формация для европейских субтропиков. Кустарниковые формации, вторичные в большинстве случаев, занимают гораздо большую площадь чем леса. Вечнозелёные виды дубов, южные виды сосен и кедры являются самыми часто встречающимися видами в лесах Средиземноморья. Каменные и пробковые дубы (лат. Quercus ilex, лат. Quercus suber) очень часто распространены в лесах влажных западных районов Средиземноморья, а македонские и валлоновые дубы (лат. Quercus macedonica, лат. Quercus aegilops) часто встречаются в лесах Балканского полуострова. Такие виды как чёрная сосна (лат. Pinus nigra), итальянская сосна, или пиния (лат. Pinus pinea), приморская и алеппская сосна (лат. Pinus pinaster, лат. Pinus halepensis), кипарис вечнозелёный и горизонтальный (лат. Cupressus sempervirens, лат. var. horisontalis) почти полностью формируют хвойные леса Средиземноморья. Местами в хвойных лесах встречается атласский кедр (лат. Cedrus atlantica).
Леса Средиземноморья довольно редкостойны и светлы. Из-за большего светового потока, по сравнению с более плотными лесами умеренных широт, подлесок таких лесов сильно развит. Сам подлесок часто состоит из таких видов как обыкновенный и итальянский мирт (лат. Myrtus communis, лат. Myrtus italica), мелкоплодовое и крупноплодовое земляничное дерево (лат. Arbutus andrachne, лат. Arbutus unedo), ладанник (лат. Cistus), древовидный можжевельник (лат. Juniperus excelsa), европейская и золотолистая олива (лат. Olea europaea, лат. Olea chrysophylla). Виды, характерные для подлеска вечнозелёных лесов, чаще всего представлены в кустарниковых формациях. С продвижением в северные и восточные районы Средиземноморья в этих кустарниковых формациях количество листопадных видов возрастает.
Кустарниковая и низкодревесная формация маквис наиболее распространена в районах с морским климатом. В этой формации обычно произрастают вечнозелёные невысокие деревья, такие как древовидный можжевельник, земляничник, ладанник, дрок (лат. Genista), олеандр (лат. Nerium), фисташка (лат. Pistacia lentiscus), филлирея (лат. Phillyrea) и другие растения высотой от 1,5 до 4 метров.
Формация гарига, состоящая из низкорослых (до 1 метра высотой) вечнозелёных кустарников, расположена в условиях меньшей влажности и значительной каменистости почв (центр и восток Пиренейского полуострова, юг Франции). В этой формации произрастают тимьян (лат. Thymus vulgaris), испанский дрок (лат. Spartium junceum), кермесовый дуб (лат. Quercus coccifera), розмарин (лат. Rosmarinus officinalis) и другие.
Формация пальмито похожа на гаригу. Эта формация представляет собой заросли с господством низкорослой пальмы хамеропс (лат. Chamerops humilis). Эта пальма — единственный дикорастущий представитель пальм в Европе. Произрастает она на острове Сицилия, на Балеарских островах и на юге Пиренейского полуострова.
Формация томилляры (тимьянники) расположена главным образом в центре и на востоке Пиренейского полуострова. В эту формацию входят низкие ароматичные сильно опушенные виды такие, как тимьян, зелёная и стехадская лаванда (лат. Lavandula viridis, лат. Lavandula stoechas), розмарин и другие. Тимьянники в этих районах часто перемешиваются с кустарниково-травяными ксерофитными формациями, которые похожи на кустарниковые степные формации юга Восточной Европы.
Формация фригана расположена на очень сухих каменистых склонах солнечной экспозиции в районах восточного Средиземноморья. Эта формация представляет собой совокупность многолетних жёстких трав и колючих кустарников. Нередко колючие кустарники имеют шаровидную форму. Формация фригана включает в себя такие виды, как шалфей (лат. Salvia), молочай (лат. Euphorbia), акантолимон (лат. Acantholimon), лаванда, астрагал (лат. Astragalus), эспарцет (лат. Onobrychis). Весной, когда идут дожди, среди фриганы обильны тюльпаны, луки и другие эфемеры.
Формация шибляка занимает большие пространства восточного Средиземноморья. Эта формация состоит из трав и листопадных колючих кустарников. Грабинник (лат. Carpinus orientalis), тёрн (лат. Prunus spinosa), держидерево (лат. Paliurus spina-christi), дикая сирень обыкновенная (лат. Syringa vulgaris), кустарниковый пушистый дуб (лат. Quercus pubescens), боярышник (лат. Crataegus), различные виды шиповника, сумах дубильный (лат. Rhus coriaria) — типичные представители этой формации.
Типичные средиземноморские растительные формации распространены лишь на равнинах и низких участках горных склонов. Вечнозелёные леса и кустарники, расположенные в горах, имеют верхнюю границу распространения от 300 метров на севере и до 800—900 метров на юге средиземноморской зоны. Листопадные широколиственные леса из бука, дуба, каштана и ясеня расположены выше — до 1000—1200 метров. Широколиственно-хвойные и хвойные леса (ели и сосны) составляют третий пояс — до 2000—2200 метров. Ещё выше располагается пояс высокогорных лугов и кустарников, как правило, более ксерофитных, чем луга и кустарники этого пояса в умеренном ландшафтном поясе.

### Фауна
Среди животных средиземноморской зоны большую роль играют пресмыкающиеся и земноводные. Широко представлены: ящерицы (зелёная, степная и другие), геккон, хамелеон, черепахи, полозы, ужи, гадюки. Среди птиц — горная куропатка, сизоворонка, белоголовый сип, коршун, фламинго, голубая сорока, испанский и каменный воробей, каменный дрозд. На зиму сюда прилетают некоторые птицы тайги и широколиственных лесов. Весьма разнообразен мир насекомых: цикады, богомолы, жужелицы, ярко окрашенные бабочки.
Среди млекопитающих Средиземноморья наиболее интересен эндемичный макак, или магот (лат. Macaca sylvanus), — реликт местной фауны более тёплого времени. Магот живёт небольшими колониями в Телль-Атласе и Эр-Рифе. Чаще всего эти обезьяны встречаются высоко в горах, но нередко спускаются в зону древесно-кустарниковой растительности и культурных насаждений. Магот — единственная обезьяна, живущая дико в Европе, их небольшая колония населяет скалу Гибралтара.
Из копытных интересны дикие горные бараны и козлы родов Ovis и Capra, представленные несколькими географическими расами. В труднодоступных районах Корсики живёт горный баран — корсиканский муфлон (лат. Ovis ammon musimon), представляющий собой расу евразийского муфлона, ареал которого простирается от Средиземноморья до Северного Китая. В горах Тавра в Малой Азии обитает анатолийский муфлон (лат. Ovis ammon anatolica).
Дикий козёл агрими (лат. Capra aegagrus aegagrus), по-видимому, был распространён в Средиземноморье довольно широко. Теперь его небольшие стада сохранились на острове Крит в жёстколистных дубовых лесах и маквисах. Агрими живёт также на некоторых островах Эгейского моря, на острове Монтекристо в Тосканском архипелаге, на острове Галит у северных берегов Туниса, на острове Таволара близ берегов Сардинии, в Ликийском и Киликийском Тавре.
В европейской части региона, включая некоторые острова, встречается европейский благородный олень (лат. Cervus elaphus hippelaphus), а на островах Корсика и Сардиния — корсиканский олень (лат. Cervus elaphus corsicanus). В Апеннинах, Динарском нагорье и в Тавре сохранилась серна (лат. Rupicapra rupicapra). Из других копытных встречается кабан (лат. Sus scrofa), представленный несколькими подвидами в европейской и африканской частях области и на островах.
Многочисленны грызуны, особенно кролики, родина которых находится на берегах Средиземного моря. Однако дикий кролик (лат. Oryctolagus cuniculus) распространён на западе, в восточной части области он, как правило, не встречается. Зайцы распространены довольно широко, для европейской части региона характерны подвиды зайца-русака (лат. Lepus europaeus), интересен африканский капский заяц (лат. Lepus capensis), живущий в Африке, на Пиренейском полуострове и острове Сардиния; в странах Атласа живёт кабильский заяц (лат. Lepus cabylicus). Характерен также хохлатый дикобраз (лат. Hystrix cristata), встречающийся в Северной Африке, на полуостровах Апеннинском и Балканском.
Из многочисленных мелких грызунов нужно отметить виды домовых, лесных и полевых мышей, садовую соню (лат. Eliomys quercinus) — грызуна европейского происхождения, проникшего до Сахары, а также соню-полчка (лат. Glis glis), напоминающую белку.
Среди мелких млекопитающих можно отметить также насекомоядных — ежей, землероек, а в Африке и прыгунчиков (лат. Macroscelididae), среди которых есть эндемичные виды.
Кошачьи представлены редкими теперь дикими кошками. В европейской части области и в Малой Азии водится европейская дикая кошка (лат. Felis silvestris), в Северном Африке и Сирии — египетская буланая (лат. Felis ocreata). Почти во всех средиземноморских странах, в том числе и на больших островах, встречалась пардовая или средиземноморская рысь (лат. Felis lynx pardina), в горах Балканского полуострова и Испании она сохранилась и теперь.
Волк встречается в европейской части региона, обыкновенная лисица, ласка и выдра распространены даже в странах Атласа. Вместе с этими палеарктическими видами в Северной Африке, в Малой Азии и на Балканском полуострове встречается шакал.

## Климат
Господствует средиземноморский климат с дождливой зимой и жарким, сухим летом. Бархатный сезон приходит с августа по октябрь. Продолжительность жизни людей в большинстве средиземноморских стран — гораздо выше средней по планете (для женщин около 85 лет, для мужчин — около 83 лет). Секрет долголетия многие учёные ищут в особом рационе жителей региона, который традиционно включает красное вино (кроме исламских стран), оливковое масло, другие изделия из оливок, свежую зелень и фрукты (абрикосы, виноград, апельсины, мандарины, персики, шелковица), морепродукты, козье молоко.

## Этнография
Средиземноморский регион населяют индоевропейские, семито-хамитские, тюркские и другие народы. Этнографически и лингвистически Средиземноморье делится на несколько крупных зон: северо-западную (романские народы и языки), юго-восточную (семито-хамитские языки), и северо-восточную (греческая, тюркская, славянская и албанская группы).